# Sphaeripalpus protensus
Sphaeripalpus protensus är en stekelart som beskrevs av Huang 1990. Sphaeripalpus protensus ingår i släktet Sphaeripalpus och familjen puppglanssteklar. Inga underarter finns listade i Catalogue of Life.